# Observatorij Foothill
Observatorij Foothill (izvirno angleško Foothill Observatory) je astronomski observatorij, ki je v lasti in uporabi Peninsula Astronomical Society in Foothill Collega. Nahaja se na Los Altos Hills (Kalifornija).